# ويليام شكسبير (مغني)
ويليام شكسبير (بالإنجليزية: William Shakespeare)‏ هو مغني أسترالي، ولد في 19 نوفمبر 1948، وتوفي في 5 أكتوبر 2010 بسبب نوبة قلبية.

## وصلات خارجية
- ويليام شكسبير على موقع IMDb (الإنجليزية)
- ويليام شكسبير على موقع ميوزك برينز (الإنجليزية)
- ويليام شكسبير على موقع ديسكوغز (الإنجليزية)